# Ferry Graf
Ferry Graf (né le 14 décembre 1931 à Ternitz et mort le 26 juillet 2017 à Jyväskylä) est un chanteur autrichien.

## Biographie
Ferry Graf fait quelques apparitions sur scène, avant qu'il soit sélectionné par l'ÖRF pour participer au Concours Eurovision de la chanson 1959. Il interprétera Der K. und K. Kalypso aus Wien, une chanson écrite par Günther Leopold et composée par Norbert Pawlicki (de). La chanson est un mélange de schlager et de calypso ; de même, il y a quelques vocalises caricaturales de yodel. Graf obtient quatre points - deux de la Suède, un de la Suisse et un de Monaco - et finit neuvième des onze participants. Le titre est publié en single, il n'a aucun succès.
Dans les années qui suivent sa participation, Ferry Graf fait quelques apparitions à la télévision autrichienne et allemande. Dans les années 1970, il part en Finlande où il crée son propre groupe d'Old-time music et de reprises en allemand de chansons d'Elvis Presley. Ferry Graf a obtenu la nationalité finlandaise et vit maintenant à Jyväskylä.